# Cochevis huppé
Galerida cristata
Pour les articles homonymes, voir Huppe (homonymie).
Espèce
Statut de conservation UICN

 LC  : Préoccupation mineure
Répartition géographique
- zone de nidification
- habitat permanent

Le Cochevis huppé (Galerida cristata) est une espèce de grosse alouette, de silhouette ronde et trapue. Sa livrée aux teintes terreuses lui offre une bonne homochromie avec son milieu environnant.

## Description
Le dessus de l'oiseau paraît uniformément gris brun, le dessous du corps est gris blanchâtre, partiellement strié. Le dessous des ailes est roux, ce qui est visible en vol. Sa queue est assez courte. Une large huppe sur le crâne, tantôt dressée, tantôt rabattue, est caractéristique. Les ailes sont assez larges et une bordure jaunâtre sur la queue est visible à l'envol. Il possède également une bande latérale sur la gorge et une bande sombre derrière l'oeil, typique du genre Galerida. Il mesure entre 17 et 18 cm de long, avec une envergure de 29 à 38 cm. Il pèse entre 35 et 50 g.
La femelle présente un plumage similaire au mâle mais est légèrement plus petite.
Il peut être différencié de l'Alouette des champs par sa crête assez pointue, sa queue sans bords blancs et son bec pointu, incliné vers le bas. Il est assez proche du Cochevis de Thékla, que l'on trouve dans des zones plus arides ou rocailleuses et à plus haute altitude, et dont le bec est plus court ; l'identification n'est cependant pas simple.

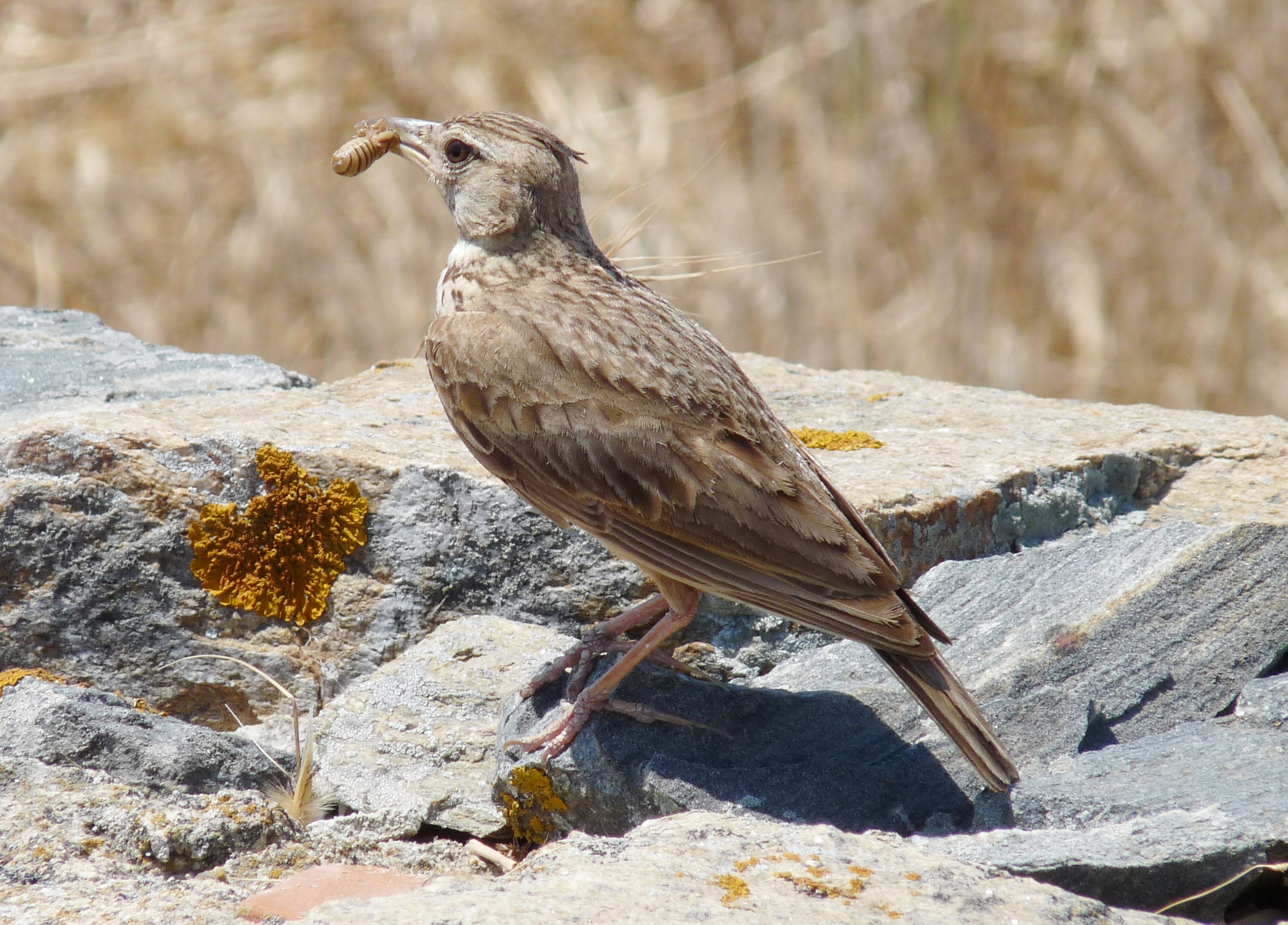
Galerida cristata meridionalis, Delos (Grèce).
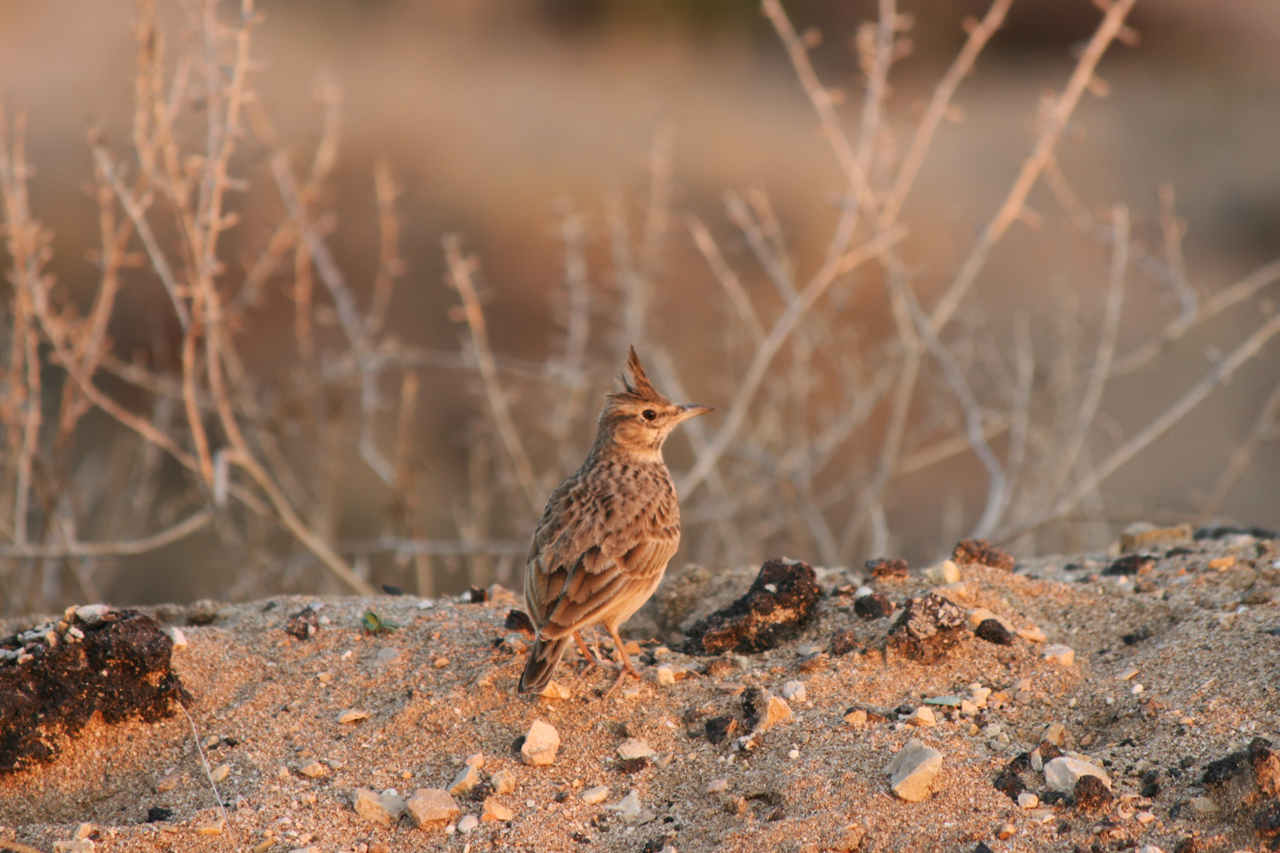
Galerida cristata à Nahariya (Israël).
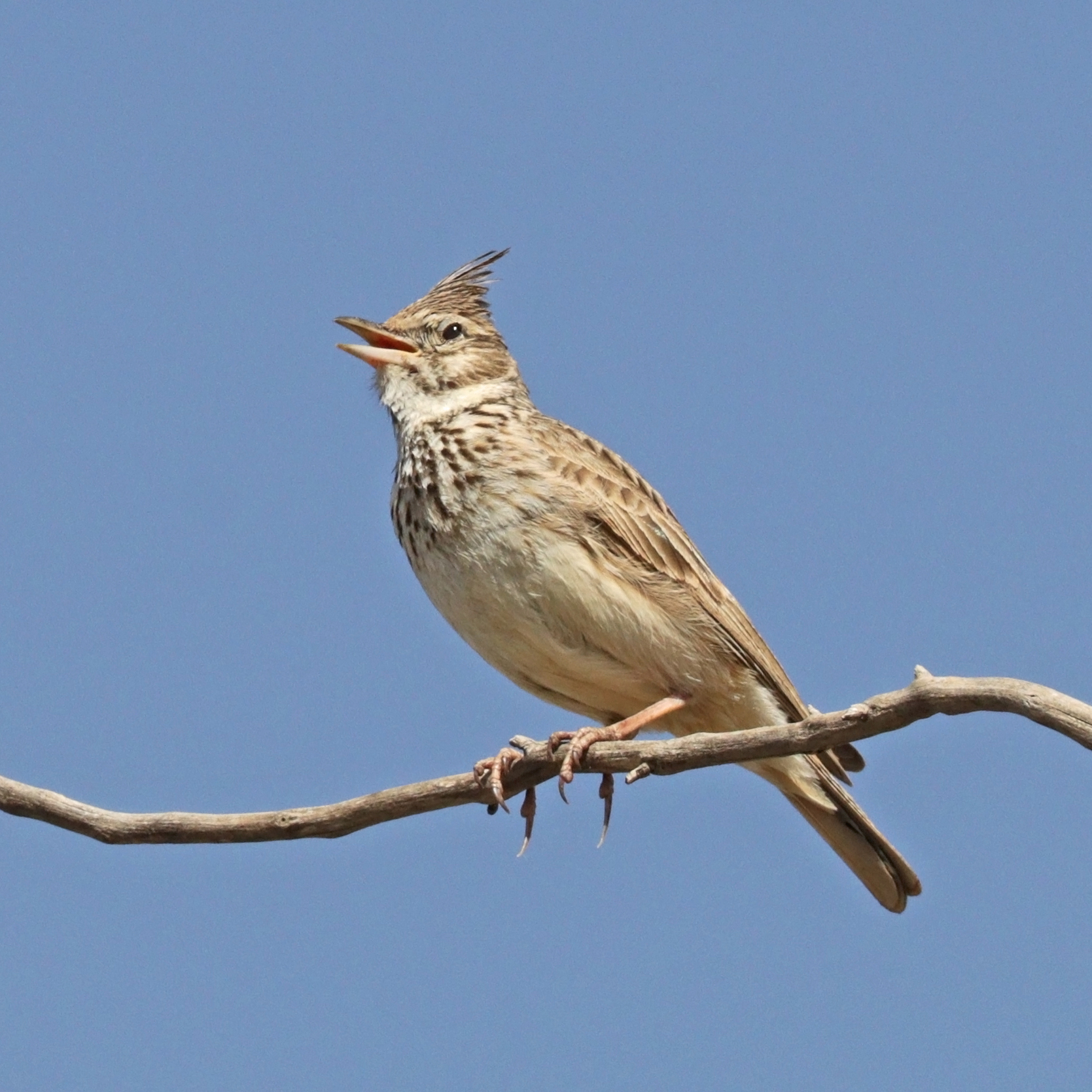
G. c. kleinschmidti au Maroc.
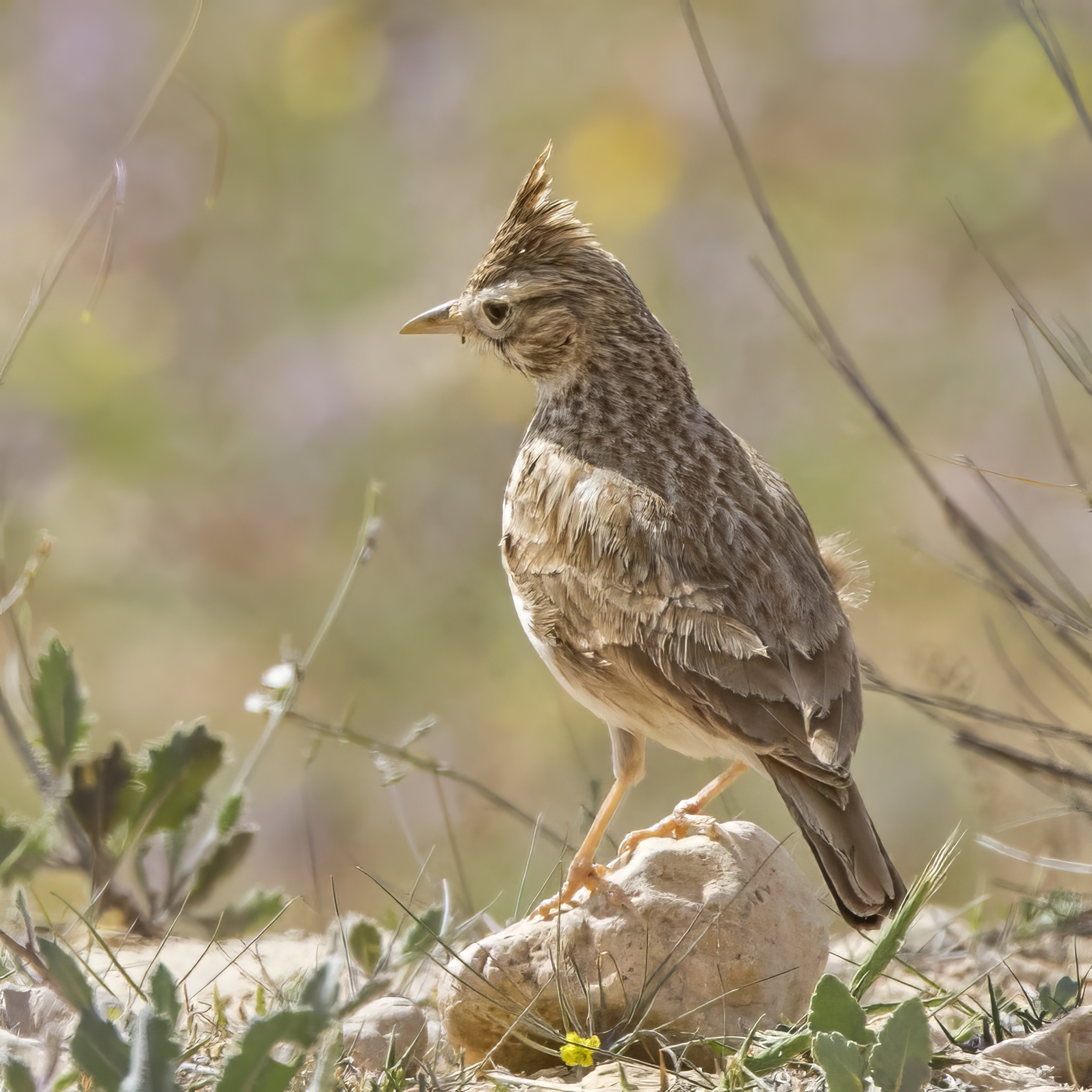
G. c. carthaginis en Tunisie.

## Écologie et comportement

### Alimentation
Le cochevis huppé est très majoritairement granivore, avec une préférence pour les graminées et les amaranthacées. Il est plus adapté aux petites graines qu'aux grandes. Il peut également se nourrir de quelques insectes si besoin, notamment de fourmis.

### Reproduction

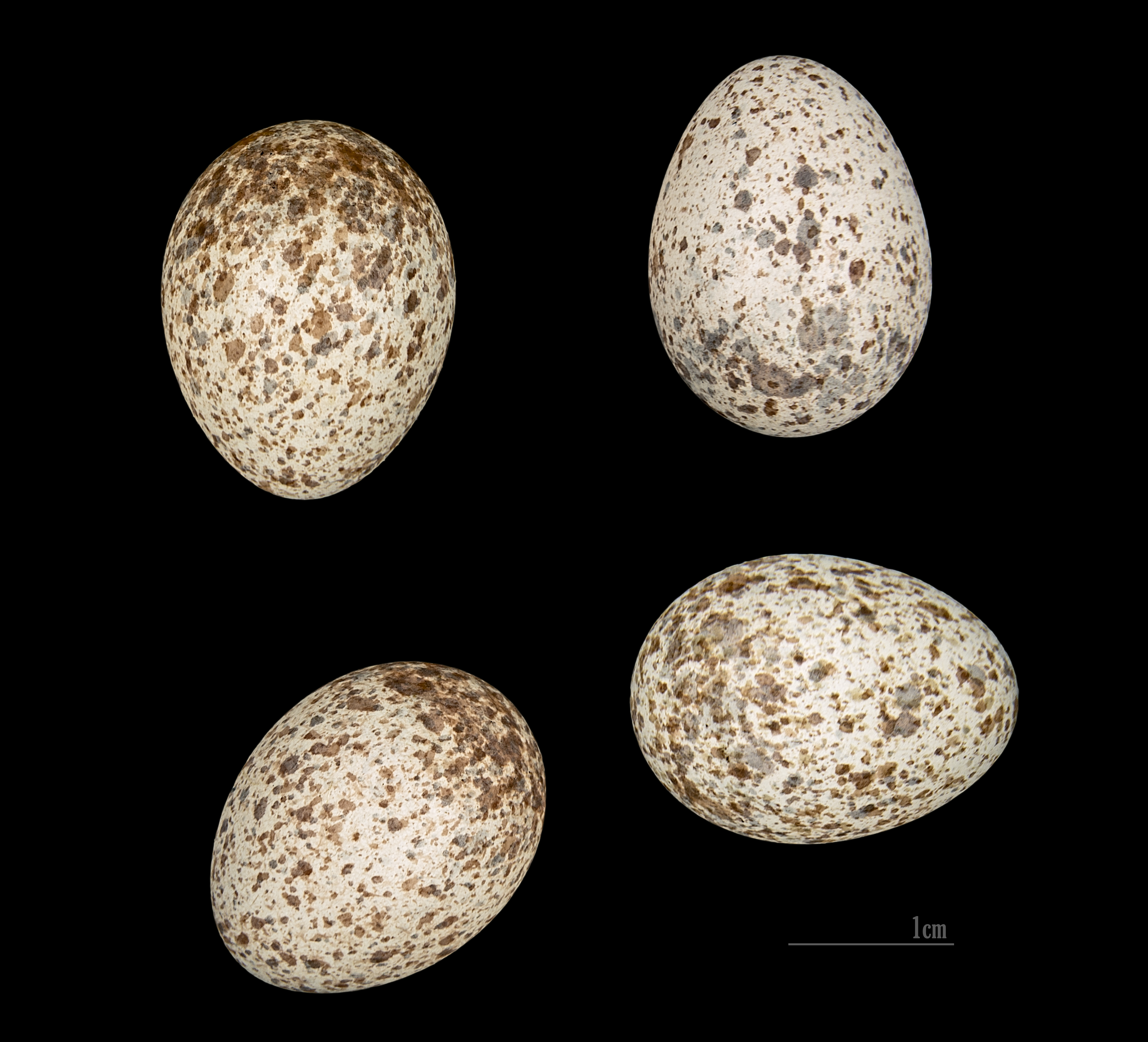
Œufs de Galerida cristata Muséum de Toulouse

Le nid n'est pas structuré, il est fait d'herbe et de racines, et est situé au sol. La femelle effectue généralement deux pontes annuelles avec généralement 4 ou 5 œufs bruns (plus rarement 3). Les deux pontes ont lieu entre le début avril et la mi-juillet en Pologne, mais peuvent avoir lieu à différents moments de l'année, notamment en Afrique. La femelle est la seule à couver, pour une durée de 11 à 13 jours. Les petits quittent le nid entre 9 et 13 jours après l'éclosion, en fonction de l'environnement.

### Prédation
Le cochevis huppé peut être la proie de plusieurs rapaces, incluant l'aigle royal.
Les nids de cochevis sont victimes de corvidés, incluant la Pie bavarde et le Choucas des tours, ainsi que de mammifères comme la belette d'Europe et de rapaces comme le faucon crécerelle.

## Répartition et habitat

### Répartition
Cet oiseau niche en Afrique du Nord, dans une grande partie de l'Europe du sud de l'Espagne au sud de la Scandinavie et en Russie. Il se reproduit également en Asie occidentale, centrale et méridionale.
Il est très majoritairement sédentaire, à l'exception de quelques mouvements de dispersion en Europe et de certaines populations partiellement migratrices en Asie.

### Habitat
Cette espèce fréquente principalement des environnements secs, notamment des plaines, des biotopes sub-désertiques, les dunes ou les steppes,. On le trouve majoritairement dans les espaces ouverts, incluant notamment les prairies et les zones cultivées. Il est capable de s'adapter aux habitats suburbains, vivant à proximité des maisons, et occasionnellement dans les friches industrielles ou à proximité des voies de chemin de fer. Il évite cependant les espaces trop urbanisés où il ne peut pas trouver d'espace pour nicher au sol.

## Systématique
L'espèce a été décrite  par le naturaliste suédois Carl von Linné en 1758, sous le nom initial d'Alauda cristata.
Il existe de nombreuses sous-espèces du cochevis huppé ; le COI reconnaît actuellement 33 sous-espèces (version 12.2, 2022) mais plus de 60 ont été suggérées. Cette large quantité de sous-espèces est difficile à caractériser à cause de la forte variabilité du plumage, dont la couleur tend à être corrélée avec celle du sol. Les sous-espèces actuellement reconnues par le COI sont, :
| Sous-espèces        | Sous-espèces                 | Sous-espèces | Sous-espèces |
| ------------------- | ---------------------------- | --- | --- |
| Nom                 | Découvreur                   | Répartition | Commentaire |
| G. c. pallida       | Brehm, 1858                  | Péninsule Ibérique | Proche de cristata mais plus clair, avec un ventre légèrement plus blanchâtre                                                                 |
| G. c. cristata      | Linnaeus, 1758               | Centre de l'Europe, de la France à l'Ukraine et la Hongrie, Scandinavie au nord                                               | Sous-espèce nominale, relativement sombre avec une teinte ocre ou cannelle, poitrine striée                                                   |
| G. c. neumanni      | Hilgert, 1907                | Centre-ouest de l'Italie | Proche de cristata mais plus sombre |
| G. c. apuliae       | von Jordans, 1935            | Sud de l'Italie et Sicile | Très proche de cristata |
| G. c. meridionalis  | Brehm, 1841                  | Balkans, de la Croatie à l'ouest de la Turquie                                                                                | Proche de cristata mais plus sombre |
| G. c. cypriaca      | Bianchi, 1907                | Chypre, Rhodes et Kárpathos                                                                                                   | Très proche de subtaurica. |
| G. c. tenuirostris  | Brehm, 1858                  | Hongrie et Roumanie jusqu'au sud de la Russie, Kazakhstan                                                                     | Très proche de cristata |
| G. c. caucasica     | Taczanowski, 1888            | Nord de la Turquie, sud du Caucase, îles Égéennes                                                                             | Bec long |
| G. c. kleinschmidti | Erlanger, 1899               | Nord-ouest du Maroc | Plus sombre que pallida, stries noires sur la crête et la couronne, et stries marquées sur le dos et la poitrine.                             |
| G. c. riggenbachi   | Hartert, 1902                | Ouest du Maroc | Très légèrement plus clair que kleinschmidti, teinte cannelle ou rousse marquée, bec relativement long                                        |
| G. c. carthaginis   | Kleinschmidt & Hilgert, 1905 | Nord-est du Maroc jusqu'au nord de la Tunisie                                                                                 | Légèrement plus grand et pâle que kleinschmidti, moins roux que riggenbachi. Couleur plus proche du sable sur le dessus et moins de marques.  |
| G. c. arenicola     | Tristram, 1859               | Nord-est de l'Algérie, sud de la Tunisie et nord-ouest de la Libye                                                            | Sensiblement plus pâle que carthaginis (il y a une gradation) ; couleur proche du sable. Poitrine claire.                                     |
| G. c. festae        | Hartert, 1922                | Côte nord-est de la Libye | Très proche de maculata. |
| G. c. brachyura     | Tristram, 1865               | Nord-est de la Libye jusqu'au sud de l'Irak et le nord de l'Arabie Saoudite                                                   | Très proche de maculata. |
| G. c. helenae       | Lavauden, 1926               | Sud-est de l'Algérie et sud-ouest de la Libye                                                                                 | Très proche de arenicola. |
| G. c. jordansi      | Niethammer, 1955             | Massif de l'Aïr | Pâle, roux (presque rougeâtre), stries peu marquées.                                                                                          |
| G. c. nigricans     | Brehm, 1855                  | Delta du Nil | La sous-espèce la plus sombre, avec des rayures sombres marquées et un dos sombre gris-olive. Plus petit et à plus longue queue que cristata. |
| G. c. maculata      | Brehm, 1858                  | Centre de l'Égypte | Plus petit et sombre et avec des stries plus marquées que cristata et carthaginis. Souvent avec une teinte rousse.                            |
| G. c. halfae        | Nicoll, 1921                 | Sud de l'Égypte et nord du Soudan                                                                                             | Très proche de maculata. |
| G. c. altirostris   | Brehm, 1855                  | Est du Soudan et Érythrée | Teinte cannelle marquée, dessus presque sans stries                                                                                           |
| G. c. somaliensis   | Reichenow, 1907              | Sud de l'Éthiopie, nord de la Somalie et nord du Kenya                                                                        | |
| G. c. balsaci       | Dekeyser & Villiers, 1950    | Côte de la Mauritanie | |
| G. c. senegallensis | Müller 1776                  | Mauritanie, Sénégal et Gambie jusqu'au Niger                                                                                  | |
| G. c. alexanderi    | Neumann, 1908                | Nord du Nigeria à l'ouest du Soudan et nord-est de la République centrafricaine                                               | Pâle et plutôt cannelle que rousse. |
| G. c. isabellina    | Bonaparte, 1850              | Centre du Soudan | |
| G. c. cinnamomina   | Hartert, 1904                | Ouest du Liban et nord-ouest d'Israël                                                                                         | Très proche de maculata. |
| G. c. zion          | Meinertzhagen, 1920          | Sud de la Turquie et nord-est d'Israël                                                                                        | Très proche de maculata. |
| G. c. subtaurica    | Kollibay, 1912               | Centre de la Turquie jusqu'au sud-ouest du Turkménistan et nord de l'Iran                                                     | Proche de cristata mais légèrement plus pâle et avec des stries plus distinctes.                                                              |
| G. c. magna         | Hume, 1871                   | Centre de l'Iran et du Turkménistan jusqu'au nord-ouest du Pakistan, Kazakhstan, sud de la Mongolie et nord-ouest de la Chine | Plus clair que cristata and brunes, stries peu marquées. Dessous plus brun-blanc et stries assez petites sur la poitrine.                     |
| G. c. leautungensis | Swinhoe, 1861                | Nord-est et est de la Chine                                                                                                   | |
| G. c. coreensis     | Taczanowski, 1888            | Corée | |
| G. c. lynesi        | Whistler, 1928               | Nord du Pakistan | |
| G. c. chendoola     | Franklin, 1831               | Centre et est du Pakistan, nord et ouest de l'Inde, sud du Népal                                                              | |

Les sous-espèces peuvent souvent être confondues entre elles, d'autant plus qu'il existe généralement une zone de gradation entre les différentes sous-espèces.
Une étude basée sur l'étude de l'ADN mitochondrial montre que le cochevis huppé s'est séparé de son proche cousin le Cochevis de Thékla il y a 3,7 millions d'années. Elle identifie également deux groupes dans les populations marocaines, ayant divergé il y a 1,1 million d'années, séparant les sous-espèces au bec court (groupe cristata) et les espèces au bec long (groupe randonii, d'après une sous-espèce non reconnue par le COI vivant dans le centre du Maghreb). Une étude plus approfondie identifie un troisième groupe, senegallensis, regroupant des populations tunisiennes et du Sahel, et plus proche de cristata que de randonii. Elle suggère également que le groupe cristata est issu de populations européennes (peut-être récemment, en lien avec la modification des paysages par les humains), tandis que randonii est endémique de longue date des hauts-plateaux du Maroc et de l'Algérie ; l'histoire évolutive de senegallensis est moins claire.

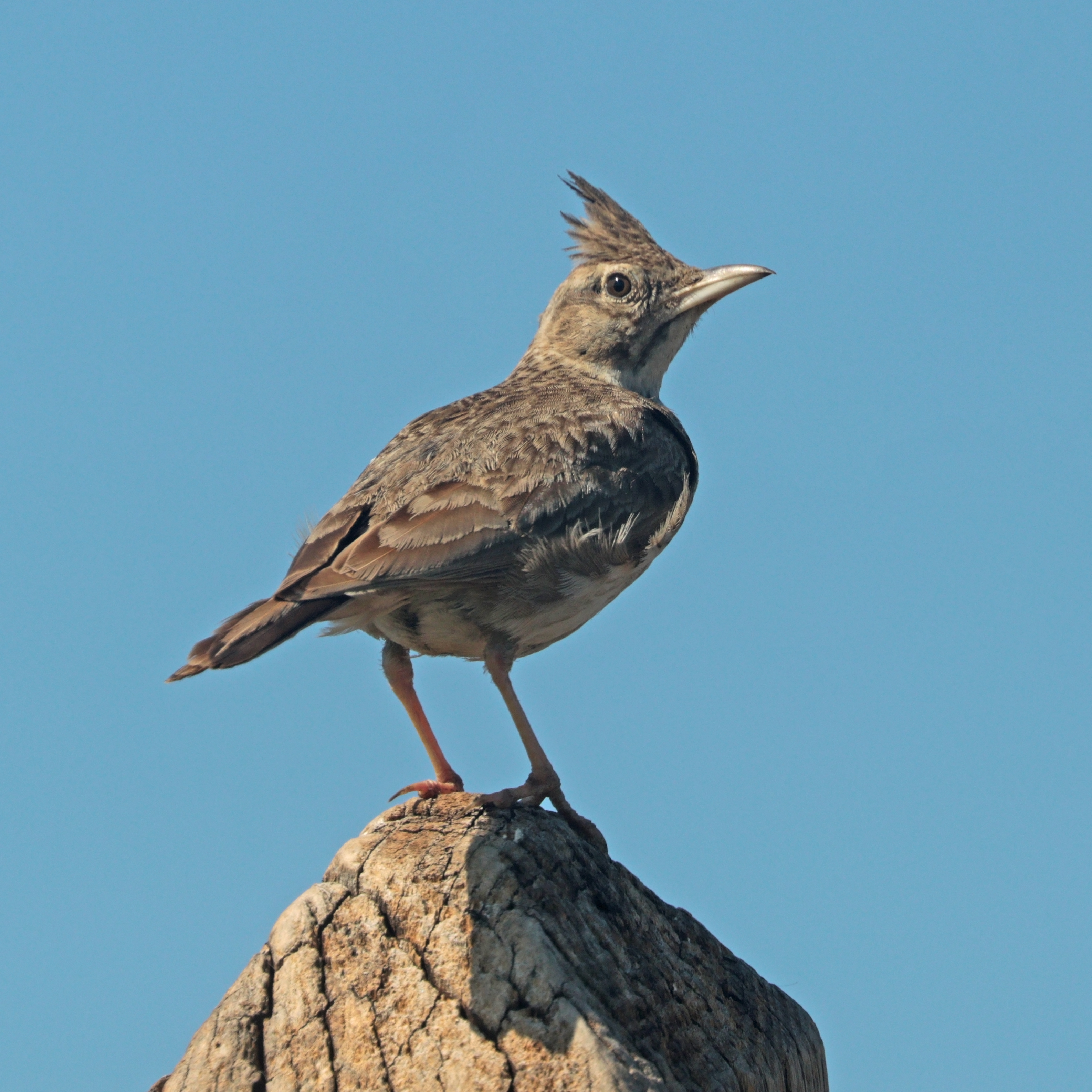
Galerida cristata cristata en Hongrie
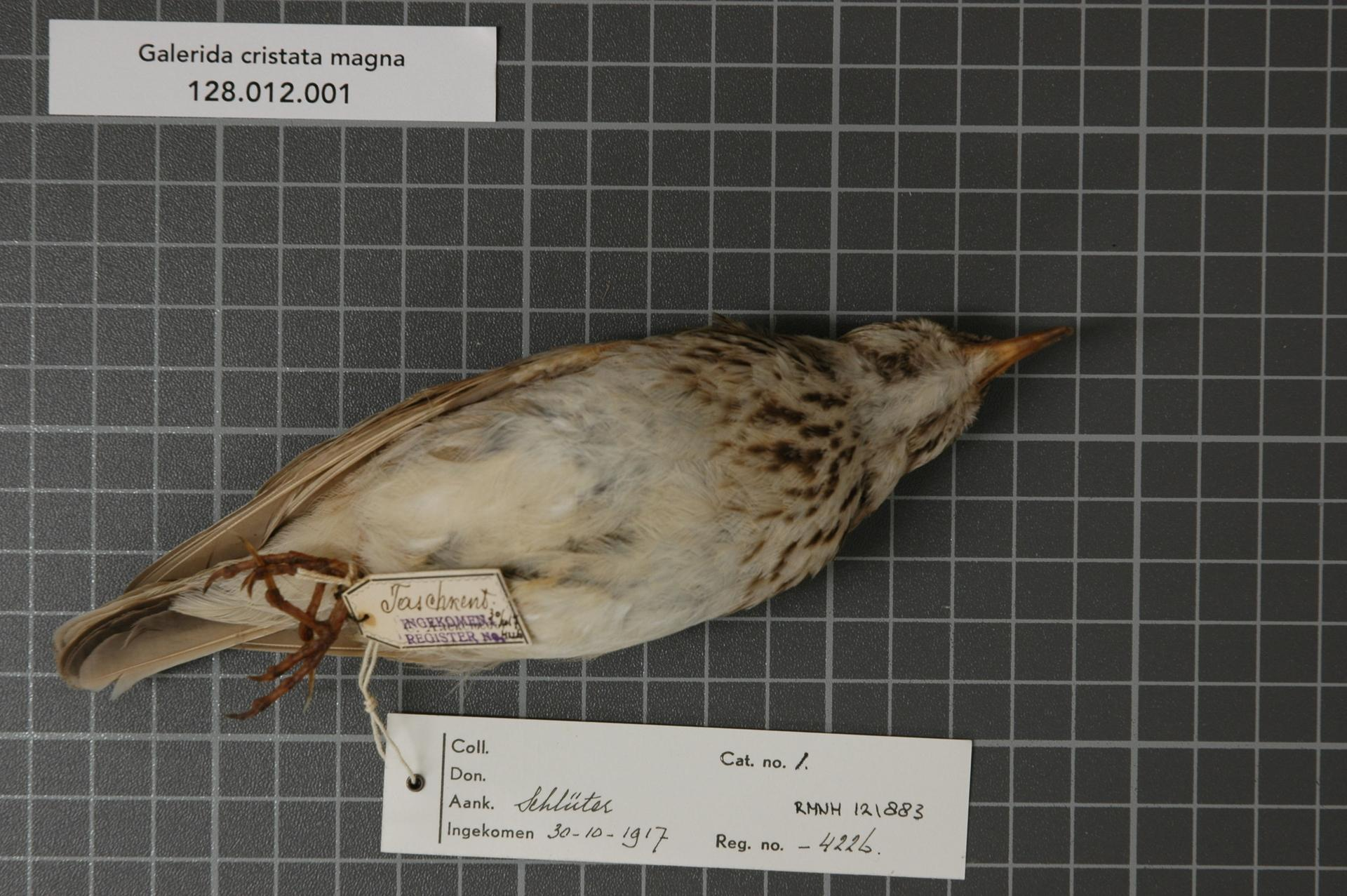
Spécimen de la sous-espèce magna
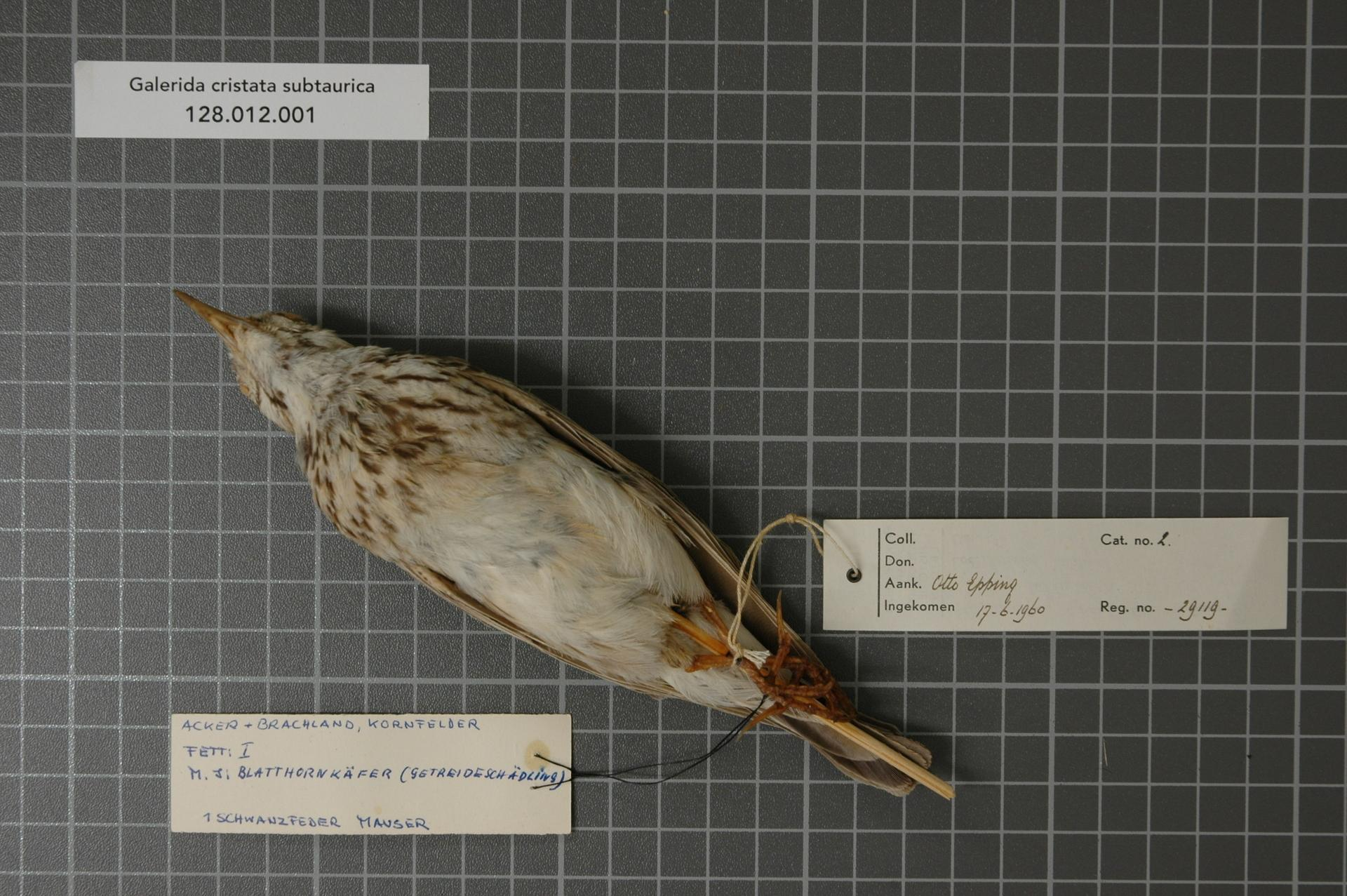
Spécimen de la sous-espèce subtaurica
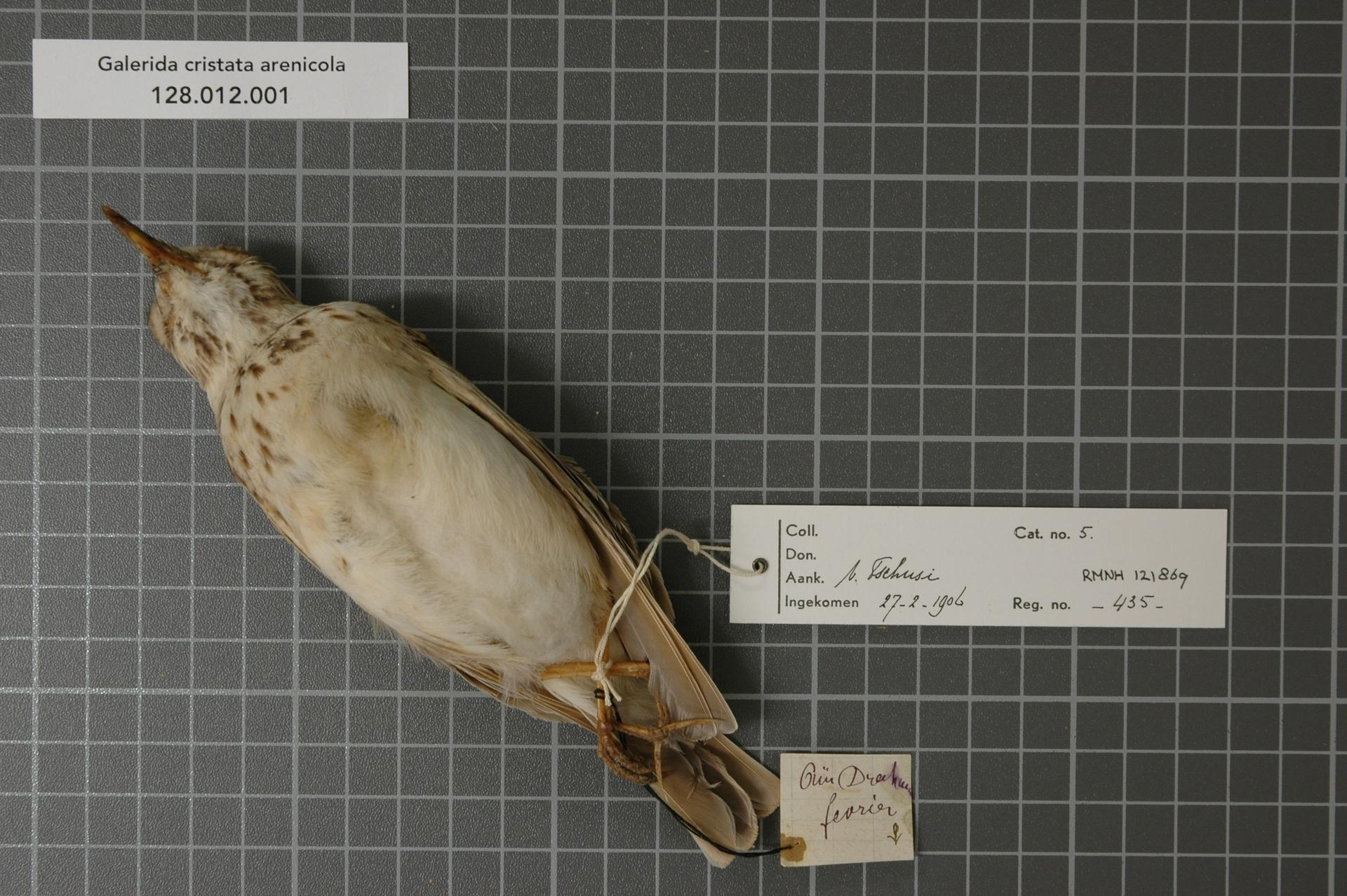
Spécimen de la sous-espèce arenicola
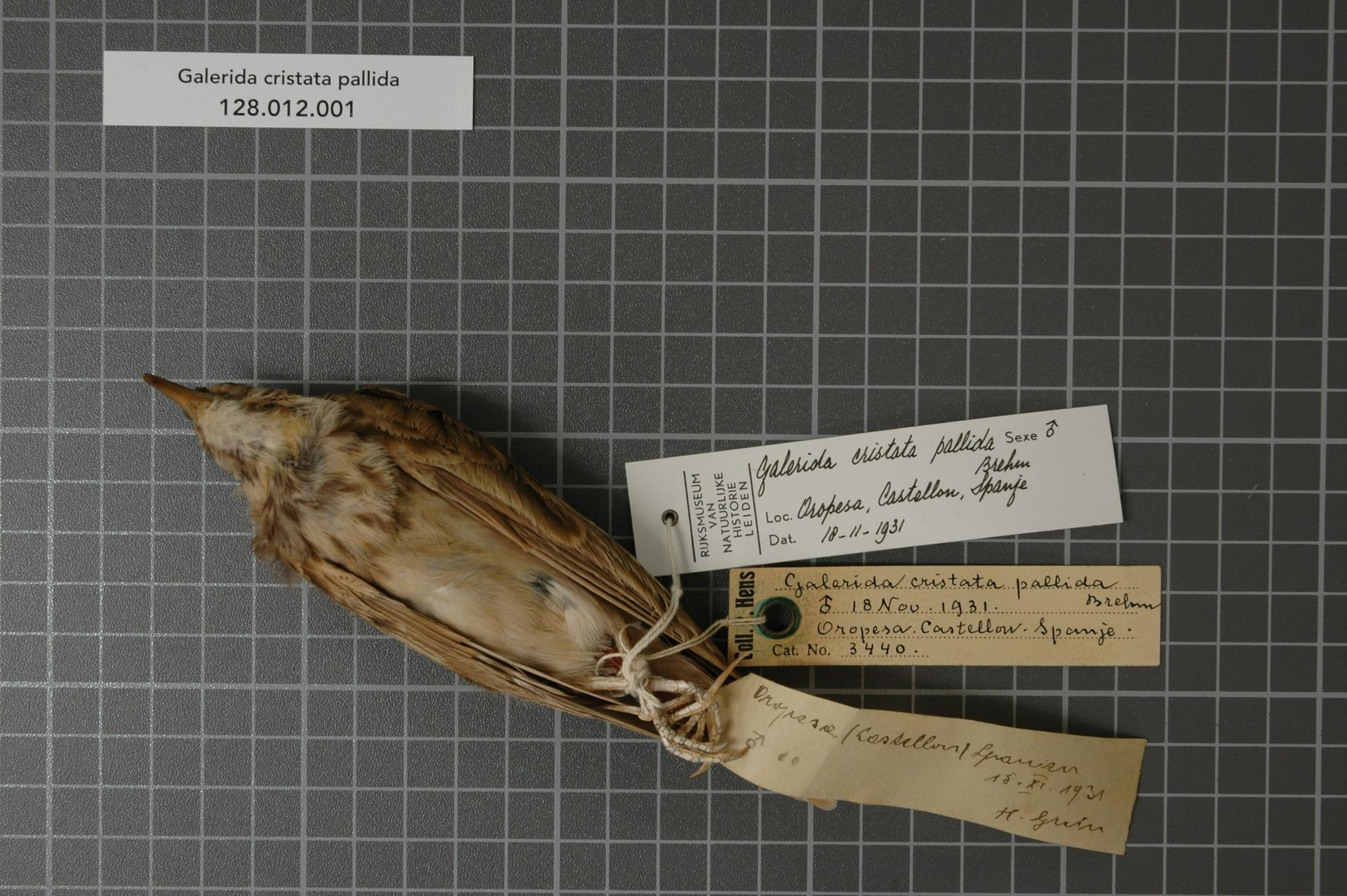
Spécimen de la sous-espèce pallida

### Synonyme
- Alauda cristata Linné, 1758 protonyme

## Le cochevis huppé et l'humain

### Conservation
Le cochevis huppé est classé comme « préoccupation mineure » par l'Union internationale pour la conservation de la nature, en raison de sa très large aire de répartition et une population dépassant probablement la centaine de millions d'individus dans le monde. Il peut cependant être en déclin localement, notamment à cause de la modification de son habitat par l'humain.
En Wallonie, l’espèce est classée en catégorie EX (éteinte) dans la liste rouge des espèces menacées depuis 1982.